# کامپلی
کامپلی (به ایتالیایی: Campli) یک کومونه در ایتالیا است که در استان تیرامو واقع شده‌است.

## خصوصیات
کامپلی ۷۳ کیلومترمربع مساحت و ۷٬۵۲۲ نفر جمعیت دارد و ۳۹۳ متر بالاتر از سطح دریا واقع شده‌است.